# LaSirena69
Maria Antonella Alonso Brigati (Baruta, 9 de junio de 1990), más conocida como LaSirena69, es una actriz pornográfica venezolana.

## Biografía
Nació en el municipio Baruta, cerca de la ciudad de Caracas. Cursó un par de semestres de la carrera de comunicación social en la Universidad Santa María, pero la abandonó para estudiar publicidad en el Instituto Nuevas Profesiones de Las Mercedes. Elaboró su tesis de la mención humanidades sobre las geishas, y a lo largo de los dos años del ciclo diversificado realizó un trabajo titulado "Aproximación de un concepto de mujer para entender a la geisha", que trataba sobre las mujeres que trabajan en la industria del sexo, desde las hetairas de la antigua Grecia y las geishas japonesas hasta la prostitución contemporánea. En marzo de 2015 emigró a Miami donde vivió tres años y tras varios despidos laborales por exhibirse en fotografías eróticas a través de sus redes sociales, comenzó a vender sus desnudos. Un año y medio después se mudó a Los Ángeles donde conoció a una estrella del porno que la contactó con el medio, la cual fue la forma como inició su carrera en la industria para adultos.
En 2020 fue nominada en la categoría «Best New Starlet» («Mejor Nueva Estrella») de los premios AVN (Adult Video News) y en la categoría Most Popular Female Newcomer en la tercera edición de los PornHub Awards. En febrero de 2021, fue elegida como «Pet of the month» por la revista Penthouse. También recibió un premio AVN en la categoría Mejor actriz revelación. Ha aparecido en la portada de revistas como UB Magazine y posado para fotógrafos como Mike Ohrangutang.
Actualmente trabaja en Los Ángeles, California.